# Arsen Alajverdiyev
Arsen Alajverdiyev (Daguestán, Unión Soviética, 24 de enero de 1949) es un deportista soviético retirado especialista en lucha libre olímpica donde llegó a ser subcampeón olímpico en Múnich 1972.

## Carrera deportiva
En los Juegos Olímpicos de 1972 celebrados en Múnich ganó la medalla de plata en lucha libre olímpica estilo peso de hasta 52 kg, tras el luchador japonés Kiyomi Kato (oro) y por delante del norcoreano Kim Gwong-Hyong (bronce).